# さよならドラマティックスペシャルマシーン
さよならドラマティックスペシャルマシーンは、日本のYouTuber、ゲーム実況者コンビである。メンバーはおちゃとえいたの2人組。略称はさよドラ。YouTubeではメインチャンネルのゲーム実況の他、イベントのMCや個人のチャンネルでのゲーム実況、ゲーム大会にも出場している。

## メンバー
おちゃ
1990年11月14日生まれ。
えいた

1988年10月3日生まれ。プロゲーマーでもある。

## 来歴
2017年4月5日、株式会社GameWithに所属するおちゃによるYouTube個人チャンネル、「おちゃtime」が開設される。同月27日には同じくGameWith所属のえいたがYouTube個人チャンネル「えいたのゲーム」を開設。お互いのチャンネルで交流をし始めるようになり、10月2日に「さよならドラマティックスペシャルマシーン」として再始動した。チャンネル名は、GameWith時代の2人の同僚であるエリックが「さよならドラマティック」と書かれたTシャツを着用していたことから命名。当初おちゃは「108煩悩s」、えいたは「ヒルズキンムズ」というチャンネル名を提案していた。 略称はさよドラ、さよスペだが、公式ではさよドラを使用することが多い。
2018年10月11日、サブチャンネルであるさぶドラを開設する。これを機にゲーム実況だけでなく、雑談、バンド演奏、商品紹介などの動画をアップロードするようになった。
2019年9月22日にえいたが、同じくゲーム実況者の梨蘭と入籍。

## 出演

### CM
- エースコック「スーパーカップ」(2018)